# 奧出雲大蛇號列車
奧出雲大蛇號（日语： Okuizumo Orochi Gō）是由西日本旅客鐵道所營運，行經在日本島根縣與廣島縣之間路線的觀光用途列車。

## 歷史
在1998年4月25日，西日本旅客鐵道為了提高經過島根縣奧出雲町與廣島縣庄原市一帶路線木次線的使用率，推出開往木次車站與備後落合車站之間的臨時快速列車「奧出雲大蛇號」。
最初奧出雲大蛇號是安排在春季至秋季期間每週的週六與週日運行。到了2002年夏季曾編排延伸松江車站至木次車站的班次，2004年11月15日至17日另有從備後落合車站加開前往到藝備線的三次車站，2005年11月26日則有首次行駛到廣島車站的特別車次。
2004年7月21日奧出雲大蛇號的累積乘客人數達到突破10萬人次的成績，2007的年度乘客則有2萬人以上，逐漸成為島根縣代表性的觀光資源之一。
島根縣的斐伊川事務局「出雲之國」，於2009年開始協助負擔奧出雲大蛇號的運作費用。2010年4月3日起，開始固定將週日時段的路線延伸至山陰本線，該時段路線是以出雲市車站作為起點。列車專屬的吉祥物「大蛇」，則是在2011年4月公開發表。
由於車體老化，2023年度四月起預訂僅於周末與假日行駛，之後停止營運。

## 車輛
| 奧出雲大蛇號                        |        |
| ←備後落合方向木次方向→              |        |
| \| 1 \| 2 \| \| 指定席 \| 指定席 \| |        |
| - 全車禁煙                          |        |
| 1                                   | 2      |
| 指定席                              | 指定席 |

使用的驅動車輛為DE15型或DE10型柴油機車，後續連接的客車是兩台12系車輛，其中一台是內部改造成木製座椅並移除玻璃窗的復古風格開放空間。
外觀是採用白、藍、灰等色彩搭配的塗裝，並在車輛前頭設計八岐大蛇形象的圖示。整體的設計造型另曾獲得2000年第7屆島根景觀獎的加工製品·其他部門優秀獎榮譽。

## 停靠車站
奧出雲大蛇號在一般行駛的日期是以木次線的木次車站為起點，沿途停靠有日登、下久野、出雲八代、出雲三成、龜嵩、出雲橫田、八川、出雲坂根、三井野原、油木、以及終點備後落合車站。
在週日以出雲市車站為起點的路線是先經由山陰本線，銜接到木次車站之前有停靠直江、莊原、穴道、加茂中、出雲大東以上地點。而此路線在回程僅行駛到木次車站。

## 圖集
- DE15型柴油機車的首節車輛。
- 首節車輛前方有八岐大蛇形象的圖示。
- 中間車輛為一般國鐵12系客車。
- 中間車輛的座位樣式。
- 末端車輛是無窗開放空間的國鐵12系客車。
- 末端車輛設有木製的桌椅。
- 車輛天花板有復古造型的燈具，並有八岐大蛇模樣的照明設施。

## 外部連結
- 島根縣斐伊川事務局的奧出雲大蛇號列車介紹 （页面存档备份，存于）